# Едрей
Едрей (каз. Едрей) — село в Каркаралинском районе Карагандинской области Казахстана. Входит в состав аульного округа Мади. Код КАТО — 354833300.

## Население
В 1999 году население села составляло 274 человека (134 мужчины и 140 женщин). По данным переписи 2009 года, в селе проживало 86 человек (47 мужчин и 39 женщин).